# Krupinské bralce
Krupinské bralce jsou přírodní památka v katastrálním území města Krupina v okrese Krupina v Banskobystrickém kraji na Slovensku. Území bylo vyhlášeno v roce 1975 a jeho rozloha je 0,69 hektaru. Předmětem ochrany je skalní útvar s pětibokou sloupcovou odlučností andezitu.